# Budyně nad Ohří

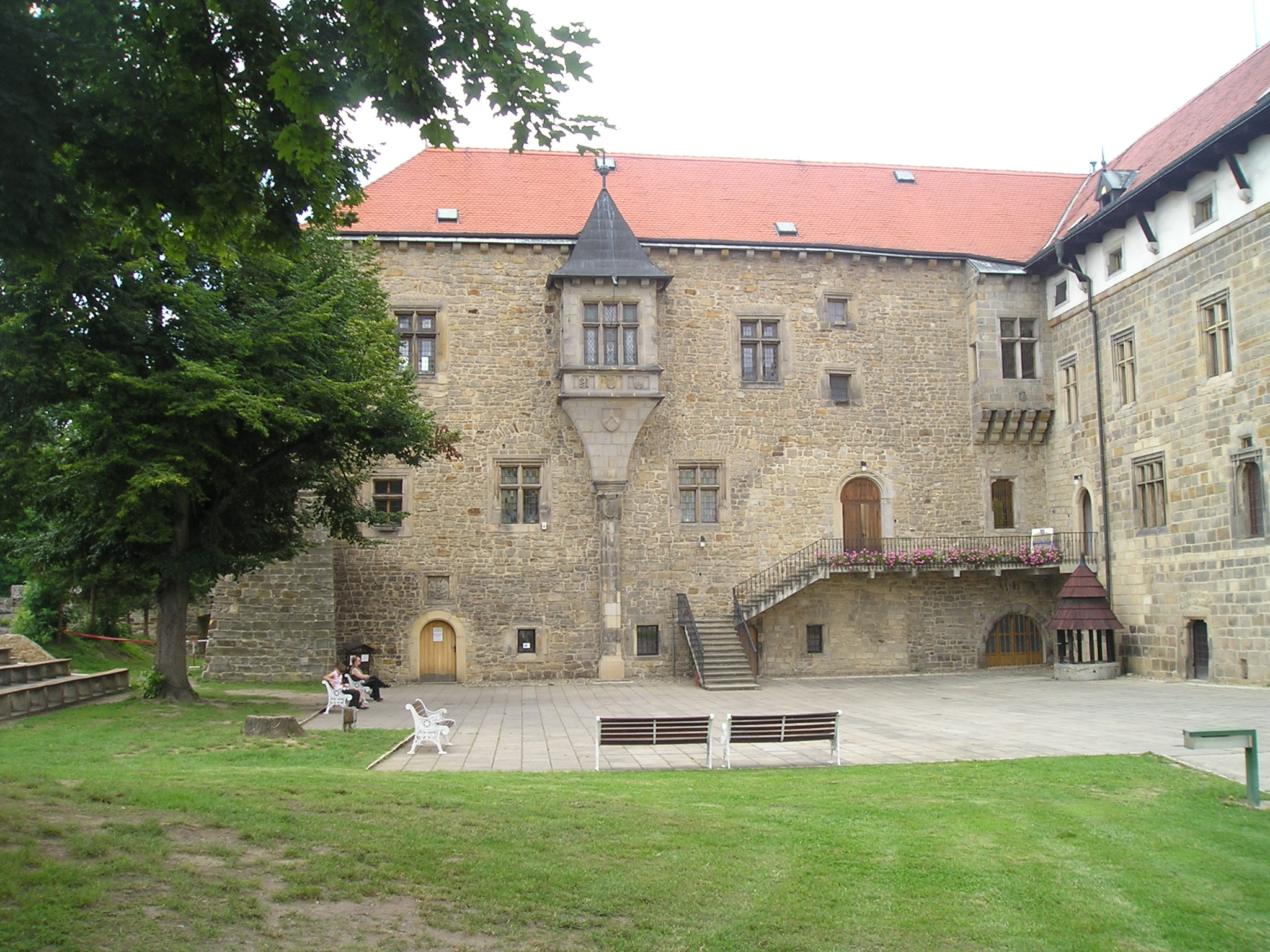
Die Burg

Budyně nad Ohří (deutsch Budin an der Eger) ist eine Stadt in Tschechien. Sie liegt 10 km westlich von Roudnice nad Labem in 161 m ü. M. am rechten Ufer der Eger und gehört dem Okres Litoměřice an.

## Geschichte
Anhand archäologischer Ausgrabungen lässt sich nachweisen, dass das Egerufer bei Budyně schon um 3000 v. Chr. besiedelt war. Alten Chroniken zufolge bestand der heutige Ort bereits im 9. Jahrhundert und erhielt 1173 das Stadtrecht.
Die Verbindungsstraße zwischen Raudnitz und Libochowitz führte hier über die Eger und dem Schutz des Weges diente die Burg Budyně.
Budyně blieb im Laufe seiner langen Geschichte ein beschauliches Landstädtchen und verlor im Jahre 1954 das Stadtrecht. Seit 1996 ist Budyně wieder eine Stadt.
Die Stadt hat einen Bahnhof an der Bahnstrecke Libochovice–Vraňany. Sie ist umgeben vom Auwald an der Eger, der zum Naturschutzgebiet erklärt wurde. Neben dem traditionellen Gartenbau im fruchtbaren „Garten Böhmens“ sind auch Betriebe des Maschinenbaus und der Elektroindustrie ansässig.
Östlich verläuft die Dálnice 8.

## Gemeindegliederung
Die Stadt besteht aus den Ortsteilen Břežany nad Ohří (Breschan a.d. Eger), Budyně nad Ohří (Budin an der Eger), Kostelec nad Ohří (Kosteletz a.d. Eger), Nížebohy (Nischebohy), Písty (Pist), Roudníček (Raudnitschek) und Vrbka (Wirbka), die zugleich auch Katastralbezirke bilden. Grundsiedlungseinheiten sind Břežany nad Ohří, Břežany-u zastávky, Budyně nad Ohří, Hradčany, Kostelec nad Ohří, Nížebohy, Písty, Roudníček  und Vrbka.

## Sehenswürdigkeiten
- Burg Budyně, eine historische Wasserburg, in deren Gemäuern eine Alchimistenwerkstatt nachgestaltet wurde
- Wenzelskirche
- Kirche der Jungfrau Maria
- Kirche Maria Schnee
- Kreuz der Apostel Kyrill und Method
- Plastik der Jungfrau Maria
- Stadtbrunnen
- Synagoge (Kulturdenkmal)
- Jüdischer Friedhof mit Taharahaus
- Turm der Stadtbefestigung aus dem 14. Jahrhundert

## Söhne und Töchter der Stadt
- Petr Čech (1944–2022), Hürdenläufer

## Städtepartnerschaften
- Hohnstein (Sächsische Schweiz), Deutschland

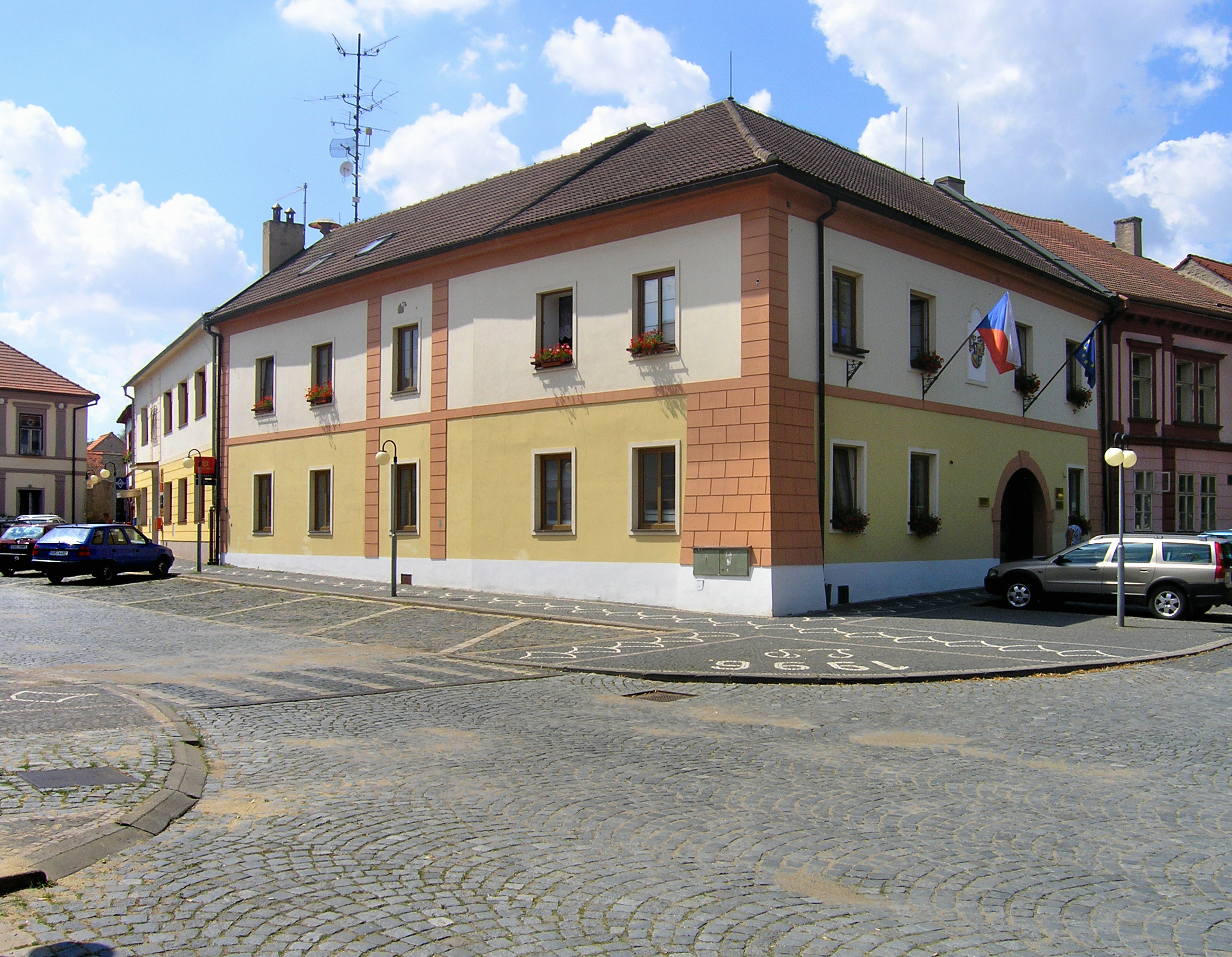
Rathaus
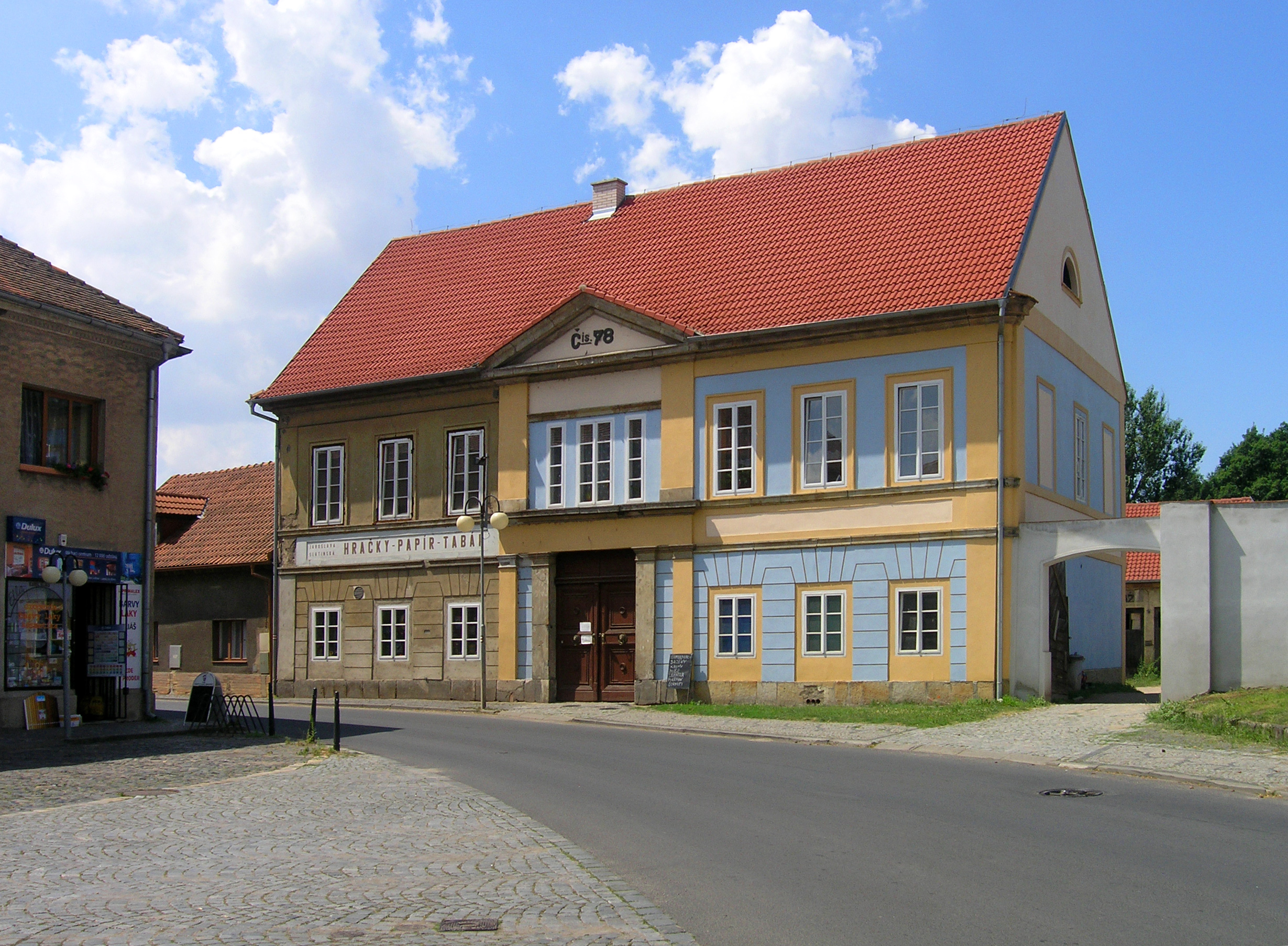
Haus am Mírové Platz